# 1926 au Nouveau-Brunswick
Chronologie du Nouveau-Brunswick
- 1922
- 1923
- 1924
- 1925
- 1926
- 1927
- 1928
- 1929
- 1930

Cette page concerne des événements survenus en 1926 dans la province canadienne du Nouveau-Brunswick.

## Événements
- 24 juin : le Fort Beauséjour devient un lieu historique national du Canada.
- 14 septembre : le Parti libéral de William Lyon Mackenzie King remporte les élections générales fédérales avec 116 députés élus contre 91 pour les conservateurs, 36 députés aux tiers-partis et 2 candidats indépendants élus. Au Nouveau-Brunswick, le résultat est de 7 conservateurs et 4 libéraux. En Alberta, l'originaire du Nouveau-Brunswick Richard Bedford Bennett du Parti conservateur est réélu dans Calgary-Ouest[1].

## Naissances
- John Hooper, sculpteur
- 23 juillet : Erminie Cohen, sénatrice
- 1er août : Joseph Robert Martin, député
- 9 août : Mabel Deware, sénateur
- 6 novembre : Jean-Eudes Dubé, député et ministre

## Décès
- 8 avril : Alphonse Bertrand, député
- 7 juillet : Olivier-Maximin Melanson, député.